# Myrmeleon (Myrmeleon) striatifrons
Myrmeleon (Myrmeleon) striatifrons is een insect uit de familie van de mierenleeuwen (Myrmeleontidae), die tot de orde netvleugeligen (Neuroptera) behoort. 
Myrmeleon (Myrmeleon) striatifrons is voor het eerst wetenschappelijk beschreven door New in 1985.